# Pierre de la Ville de Chambardet
Pierre de La Ville, sieur de Chambardet, fut conseiller du roi, doyen des conseillers au présidial de Nantes, colonel de la milice bourgeoise et maire de Nantes de 1772 à 1776.

## Biographie
Pierre de la Ville de Chambardet est le fils de Gabriel de La Ville, sieur des Bauches, avocat au Parlement, et de Marie Bonnet de Chambardet. Il est le cousin du maire René Gaston Baco de La Chapelle.
Conseiller du roi, il est doyen des conseillers au présidial de Nantes et colonel de la milice bourgeoise.
Il est maire de Nantes de 1772 à 1776.